# Dehlingen
Dehlingen je občina v departmaju Bas-Rhin francoske regije Alzacija.
Leta 2011 je v občini živelo 372 oseb oz. 37 oseb/km².